# 盧兆崎
盧兆崎（Lo Siu Kei，2001年9月15日—），生於香港，香港足球運動員，司職守門員，現時效力香港超級聯賽球會大埔。

## 球員生涯
中學期間，盧兆崎加入愉園青年軍。不過球隊在2013至14年球季季中因被罰停賽，轄下青年隊季尾遭全數解散，令他轉到太陽國際U14。
2017/18球季，盧兆崎跟從師父何國泉轉會至港甲的晉峰。兩季後，由於晉峰銳意升班，在甲組大展拳腳，他自感機會不多，選擇離開。
離隊後，盧兆崎隨港超球會標準流浪跟操，更在一個星期後獲流浪高層賞識，提出聘約。
2025/26球季，盧兆崎轉投大埔。

## 榮譽
標準流浪
- 香港菁英盃冠軍（2023–24季度）

## 外部連結
- HKFA （页面存档备份，存于）